# National Football League (Fidschi)
Die Fiji Premier League ist die höchste fidschianische Fußballliga der Fiji Football Association. Sie wurde 1977 als National Football League gegründet. Seit 2021 trägt sie den Sponsorennamen Digicel Premier League. Rekordsieger ist Ba FC mit insgesamt 21 Titeln.

## Aktuelle Saison
An der Saison 2024 nahmen die folgenden zehn Mannschaften teil.
- Lautoka FC (Meister, Pokalsieger)
- Rewa FC
- Labasa FC
- Nadi FC
- Ba FC
- Suva FC
- Navua FC
- Nadroga FC
- Tailevu Naitasiri FC
- Nasinu FC (Aufsteiger)

## Titelträger
- 1977: Ba FC
- 1978: Nadi FC
- 1979: Ba FC
- 1980: Nadi FC
- 1981: Nadi FC
- 1982: Nadi FC
- 1983: Nadi FC
- 1984: Lautoka FC
- 1985: Nadi FC
- 1986: Ba FC
- 1987: Ba FC
- 1988: Lautoka FC
- 1989: Nadroga FC
- 1990: Nadroga FC
- 1991: Labasa FC
- 1992: Ba FC
- 1993: Nadroga FC
- 1994: Ba FC
- 1995: Ba FC
- 1996: Suva FC
- 1997: Suva FC
- 1998: Nadi FC
- 1999: Ba FC
- 2000: Nadi FC
- 2001: Ba FC
- 2002: Ba FC
- 2003: Ba FC
- 2004: Ba FC
- 2005: Ba FC
- 2006: Ba FC
- 2007: Labasa FC
- 2008: Ba FC
- 2009: Lautoka FC
- 2010: Ba FC
- 2011: Ba FC
- 2012: Ba FC
- 2013: Ba FC
- 2014: Suva FC
- 2015: Nadi FC
- 2016: Ba FC
- 2017: Lautoka FC
- 2018: Lautoka FC
- 2019: Ba FC
- 2020: Suva FC
- 2021: Lautoka FC
- 2022: Rewa FC
- 2023: Lautoka FC
- 2024: Rewa FC